# Enea Gardana

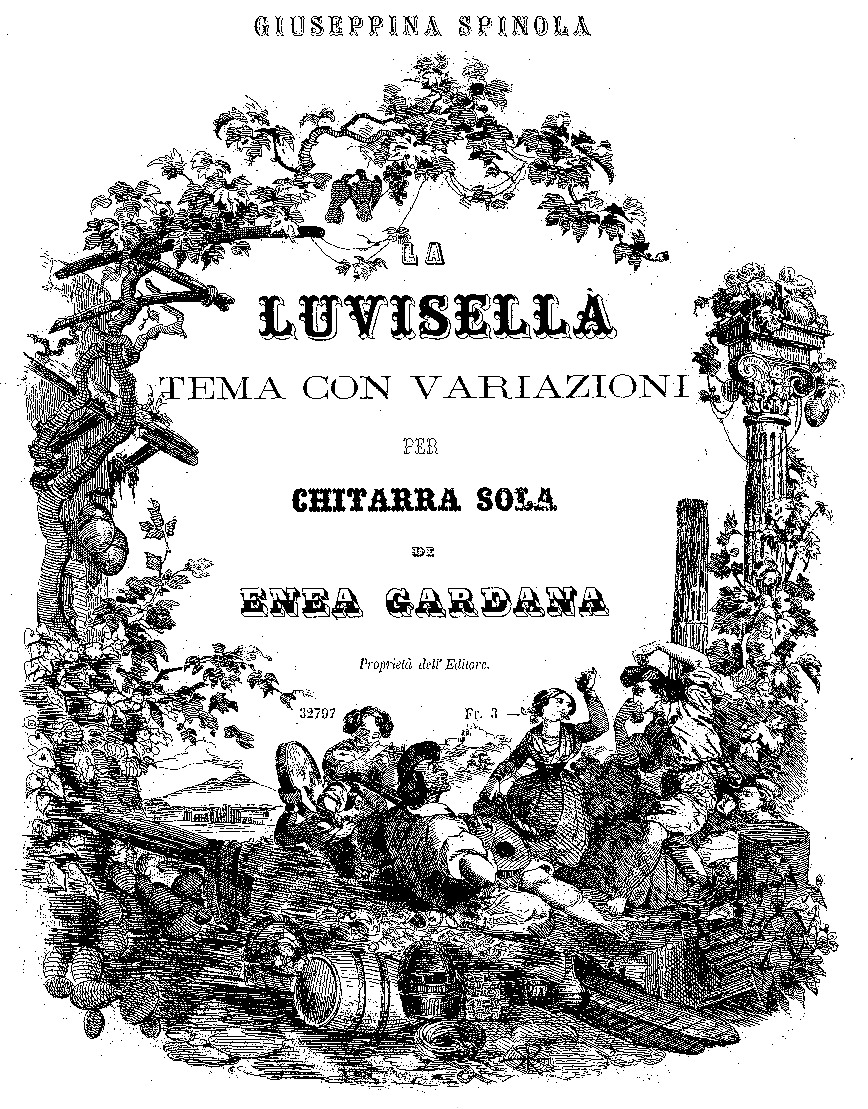
La Luvisella, tema con variazioni per chitarra sola, di Enea Gardana

Enea Gardana (Brescia, 1824 – Genova, 1º ottobre 1884) è stato un chitarrista e compositore italiano vissuto nella metà del XIX secolo.

## Biografia
Non si dispone di molte notizie biografiche. Presumibilmente nato nell'Italia settentrionale, ha lasciato diverse opere per chitarra classica (circa 38) tra cui arrangiamenti, riduzioni e trascrizioni di arie d'opera di diversi autori.
Oltre a ciò scrisse e ridusse diversi pezzi da ballo (polke, mazurke, valzer...). Le sue opere sono state pubblicate anche dalle Edizioni Ricordi. Alcune delle sue opere sono scritte per chitarra a 9 corde.

## Opere
Lista delle opere conosciute:
- L'Africana del Mo Meyerbeer. Pot-Pourri
- Alfonsina Polka
- Ballabile nell'Opera La Pardon de Ploërmel di Meyerbeer
- Barcarola di Giovanni Rinaldi
- Capriccio sopra motivi della Figlia del Reggimento di Donizetti
- La Carolina. Canto Napolitano. Tema con variazioni
- Cavatina ”Come in quest'ora bruna” nell'opera Simon Boccanegra di G. Verdi
- Garibaldi-Marcia di Gustavo Rossari
- Introduzione e Quartettino nei Puritani
- La Luvisella. Tema con variazioni
- Mazurka nel Ballo Uno spirito maligno
- Luisella. Tema con variazioni
- Melodia di Schumann
- Melodie nell'opera Un ballo in Maschera di Verdi
- Miserere nel Trovatore
- Non dimenticarmi / Mazurka
- Polka. Daghela avanti un passo
- Quartetto ” Un di se ben rammentomi” nel Rigoletto di G. Verdi
- Scelte melodie nell'opera Il Trovatore di Verdi
- Scelte melodie nell'opera Zampa di Herold
- Due Sonate ... 1. Gavotta
- Due Sonate ... 2. Mazurka
- Studio e Diletto ... 3. Fantasia sull'Opera Roberto il Diavolo
- Op. 3. Capriccio sull'Opera Linda di Chamounix
- Op. 5. ”Com' è gentil” nell'opera Don Pasquale. Serenata
- Op. 7. Polka e Varsovienne
- Op. 8. Bolero nell'Opera Giovanna de Gusman, Vespri Siciliani
- Op. 10. Souvenir di Chopin. Mazurka
- Op. 14. Diversi Motivi dell'Opera Marta di Flotow
- Op. 15. Ballabili
- Op. 16. Trascrizioni
- Op. 17. La bella Gigogin. Carnevale di Milano
- Op. 18. Souvenir de Verdi. Fantaisie
- Op. 22. Bolero nei Vespri Siciliana di Verdi
- Op. 40. Rossini, Il barbiere di Siviglia
- Op. 41. Schumann, Piccolo Studio
- Op. 42. Studio e Diletto ... 1. La Farfalla. Contessa d'Amalfi
- Op. 45. Polka Pizzicato de Giovanni Strauss
- Op. 46. Bella Italia (Fair Italy). Valzer di Giovanni Strauss Op. 364
- Op. 47. Studio Introduzione nell'Opera Norma
- Op. 80. Polonese per Chitarra